# Thézac, Lot-et-Garonne

Thézac este o comună în departamentul Lot-et-Garonne din sud-vestul Franței. În 2009 avea o populație de 200 de locuitori.

## Evoluția populației
| An        | 1975 | 1982 | 1990 | 1999 | 2006 | 2009 |
| --------- | ---- | ---- | ---- | ---- | ---- | ---- |
| Populație | 142  | 159  | 138  | 162  | 176  | 200  |